# Teck
Teck egy középkori sváb hercegség neve. Eredetileg a zähringi hercegek birtokában állt.

## Története
- 1152: I. Adalbert fiára, Konrádra szállt a hercegség.
- 1381: az utódok eladják Württembergnek a birtokot.
- 1439: meghal a hercegi család utolsó tagja, Lajos, Aquileia pátriárkája.
- 1495: I. Miksa császár a Teck hercegi címet és címert a württembergi hercegre ruházza.
- 1863: Sándor württembergi herceg a Rhédey Klaudia magyar grófnővel kötött házasságából származó gyermekeinek adományozza a hercegséget.